# Tyler Burey
Tyler Burey, né le 9 janvier 2001 à Hillingdon en Angleterre, est un footballeur anglais qui évolue au poste d'avant-centre à Carlisle United.

## Biographie

### Carrière en club
Né à Hillingdon en Angleterre, Tyler Burey est formé par l'AFC Wimbledon, où il commence sa carrière professionnelle.
Lors de l'été 2019, Tyler Burey rejoint le Millwall FC. Le transfert est annoncé le 28 juin 2019.
Il joue son premier match sous ses nouvelles couleurs le 22 juillet 2020, lors de la dernière journée de la saison 2019-2020 de Championship, contre Huddersfield Town. Il entre en jeu à la place de Matt Smith et son équipe s'impose par quatre buts à un,. 
Le 8 février 2021, il prolonge son contrat avec le Millwall FC.
Le 5 août 2021, Tyler Burey est prêté au Hartlepool United, en League Two, jusqu'en janvier 2022.
Le 16 août 2023, Tyler Burey rejoint le Danemark afin de s'engager en faveur de l'Odense BK. Il signe un contrat de trois ans, soit jusqu'en juin 2026.
Burey joue son premier match pour l'Odense BK le 27 août 2023, lors d'une rencontre de championnat contre le Hvidovre IF. Il entre en jeu à la place de Charly Nouck et son équipe l'emporte par cinq buts à un.
Le 10 janvier 2024, il est prêté à l'Oxford United.
Le 19 octobre 2024, Tyler Burey rejoint librement Carlisle United pour un contrat de seulement quelques mois, valable jusqu'en janvier 2025.